# Temnothorax wui
Temnothorax wui  (лат.) — вид мелких по размеру муравьёв рода Temnothorax  из подсемейства мирмицины (Formicidae). Эндемик Китая.

## Распространение
Китай.

## Описание
Мелкие желтовато-коричневые муравьи (2—3 мм). Голова овально-удлинённая, метанотальное вдавление отсутствует, заднегрудь угловатая, с короткими проподеальными шипиками. Грудь и голова сверху с продольными морщинками. Усики 12-члениковые. Вид был впервые описан в 1929 году под первоначальным названием Leptothorax congruus var. wui по материалам из Китая.